# 174567 Varda
174567 Varda (denumirea provizorie 2003 MW12) este un planetoid binar trans-neptunian al populației clasice rezonante calde a centurii Kuiper, situată în regiunea cea mai exterioară a Sistemului Solar. Satelitul său, Ilmarë, a fost descoperit în 2009. 
Michael Brown estimează că, cu o magnitudine absolută de 3,5 și un diametru calculat de aproximativ 700–800 kilometri (430–500 mi), este probabil o planetă pitică. Cu toate acestea, William M. Grundy et al. argumentează că obiectele în intervalul de dimensiuni 400–1000 km, cu albedo-uri mai mici de ≈0,2 și densități de ≈1,2 g/cm3 sau mai puțin, probabil că nu s-au comprimat niciodată în corpuri complet solide, cu atât mai puțin diferențiate și, prin urmare, este foarte puțin probabil să fie planete pitice  Nu este clar dacă Varda are o densitate mică sau mare.